# Академический рейтинг университетов мира
Академический рейтинг университетов мира (англ. ARWU сокр. от Academic Ranking of World Universities), также известный как Шанхайский рейтинг, составляется в институте высшего образования Шанхайского университета Цзяо Тун и включает в себя основные высшие учебные заведения, ранжируемые в соответствии с формулой, которая учитывает:
- выпускников-лауреатов Нобелевской или Филдсовской премии (10 %),
- сотрудников-лауреатов Нобелевской или Филдсовской премии (20 %),
- список высокоцитируемых исследователей «Highly Cited Researchers» (20 %),
- статьи, опубликованные в журналах Nature или Science (20 %),
- индексы цитирования для естественных и гуманитарных наук Института научной информации (англ. Institute for Scientific Information, ISI) Science Citation Index и Social Sciences Citation Index[англ.], а также индексы ведущих журналов Arts and Humanities Citation Index (20 %),
- совокупный результат предыдущих показателей по отношению к численности персонала вуза (10 %).

Полученные результаты были приведены в журнале «The Economist».
Методология изложена в академической статье её составителями Лю Няньцаем и Чэн Ином. Они объяснили, что первоначальной целью этого рейтинга было желание «выяснить разрыв между китайскими университетами и университетами мирового класса, в частности с точки зрения академической и научно-исследовательской деятельности».

## Вузы России в рейтинге
От России присутствуют Московский государственный университет им. М. В. Ломоносова:
- 2004 — 66 место,
- 2005 — 66 место,
- 2006 — 70 место,
- 2007 — 76 место,
- 2008 — 70 место,
- 2009 — 77 место,
- 2010 — 74 место,
- 2011 — 77 место,
- 2012 — 80 место,
- 2013 — 79 место,
- 2014 — 84 место,
- 2015 — 86 место,
- 2016 — 87 место[1],
- 2017 — 93 место,
- 2018 — 86 место,
- 2019 — 87 место,
- 2020 — 93 место[2],
- 2021 — 97 место,
- 2022 — в интервале 101—150.

Санкт-Петербургский государственный университет:
- 2003 — в интервале 401—500,
- 2004 — в интервале 302—401,
- 2005 — в интервале 301—400,
- 2006 — в интервале 301—400,
- 2007 — в интервале 305—402,
- 2008 — в интервале 303—401,
- 2009 — в интервале 303—401,
- 2010 — в интервале 301—400,
- 2011 — в интервале 301—400,
- 2012 — в интервале 401—500,
- 2013 — в интервале 301—400,
- 2014 — в интервале 301—400,
- 2015 — в интервале 301—400,
- 2016 — в интервале 301—400,
- 2017 — в интервале 301—400,
- 2018 — в интервале 301—400,
- 2019 — в интервале 301—400,
- 2020 — в интервале 301—400[2],
- 2021 — в интервале 301—400,
- 2022 — в интервале 301—400.

Московский физико-технический институт:
- 2018 — в интервале 401—500,
- 2019 — в интервале 401—500,
- 2020 — в интервале 401—500[2],
- 2021 — в интервале 501—600,
- 2022 — в интервале 501—600.

Новосибирский государственный университет:
- 2016 — в интервале 401—500[1],
- 2017 — в интервале 401—500,
- 2018 — в интервале 401—500,
- 2018 — в интервале 401—500,
- 2019 — в интервале 401—500,
- 2020 — в интервале 501—600[2]
- 2021 — в интервале 601—700.
- 2022 — в интервале 701—800.

Национальный исследовательский ядерный университет «МИФИ»:
- 2020 — в интервале 701—800[2],
- 2021 — в интервале 701—800,
- 2022 — в интервале 801—900.

Уральский федеральный университет:
- 2020 — в интервале 701—800[2],
- 2021 — в интервале 701—800[2],
- 2022 — в интервале 701—800.

Высшая школа экономики:
- 2020 — в интервале 801—900[2]
- 2021 — в интервале 601—700,
- 2022 — в интервале 601—700.

Томский государственный университет:
- 2020 — в интервале 801—900[2],
- 2021 — в интервале 901—1000,
- 2022 — в интервале 701—800.

Университет ИТМО:
- 2020 — в интервале 901—1000[2].

Казанский университет:
- 2020 — в интервале 901—1000[2].

МИСиС:
- 2020 — в интервале 901—1000[2].

Первый Московский государственный медицинский университет имени И. М. Сеченова:
- 2021 — в интервале 801—900,
- 2022 — в интервале 601—700.

Сколковский институт науки и технологий:
- 2022 — в интервале 701—800.

## Критика рейтингов
Рейтинги колледжей и университетов часто вызывают споры (см. статьи Критика рейтингов колледжей и университетов (Северная Америка) (англ.) и Критика рейтингов колледжей и университетов (2007 год, Соединённые Штаты Америки) (англ.)), и рейтинг ARWU не является исключением. В статье, опубликованной в 2007 году в журнале Scientometrics, показано, что результаты этого рейтинга не могут быть воспроизведены из исходных данных с использованием метода, описанного Лю и Чэном.
Другие авторы утверждают, что результаты рейтинга воспроизводимы.